# Erlenbach (Jagst, Crailsheim)
Der Erlenbach ist ein etwa einen Kilometer langer Flachlandbach im Gebiet der Stadt Crailsheim im Landkreis Schwäbisch Hall im nördlichen Baden-Württemberg, der nach etwa westlichen Lauf gegenüber der Oberen Jagstbahn und dem Jagstheimer Stöckenhof von rechts und Osten in die obere Jagst mündet.

## Geographie

### Verlauf
Der Erlenbach entsteht auf etwa 414 m ü. NHN im Gewann Erlensee  zwischen Crailsheim-Jagstheim und -Ingersheim, einem feuchten und winters oft überfrorenen flachen Wiesendreieck an der Westseite der B 290, die hier nach ihrem Wechsel auf die rechte Seite der Jagst beim Gehöft Jakobsburg am Fuß des langsam vom Fluss her nordostwärts ansteigenden Hügelrückens Lerchenberg entlangläuft. Andere nahe Gemarkungsnamen lassen vermuten, dass hier einst eine kleine Seenplatte mit verschiedener Ablaufrichtung lag.
Der Erlenbach zieht auf recht gerader Linie von nahe einem der wenigen größeren Büsche neben der Bundesstraße in einem grasigen Graben etwa westwärts und hat anfangs sporadisch Gebüsch am Ufer. Überwiegend wird er von einem Wiesenstreifen begleitet. Auf der unteren Hälfte seines Laufs ist sein Ufer kahl, auf den letzten 30 Metern läuft er unterirdisch verdolt. Er mündet auf etwa 403 m ü. NHN und gegenüber der Oberen Jagstbahn und dem Jagstheimer Stöckenhof von rechts und Osten in die obere Jagst.
Der Erlenbach ist 1,0 km lang und erfährt auf dieser Strecke ein mittleres Gefälle von etwa 11 ‰. Er hat keine Zuflüsse.

### Einzugsgebiet
Der Erlenbach entwässert eine Fläche von etwa 0,4 km², deren mit etwa 444 m ü. NHN höchster Punkt auf dem Lerchenberg-Kamm ganz im Osten liegt. Hinter diesem entwässert überwiegend der Seeäckergraben das an der Südostseite anliegende Gebiet zur Jagst oberhalb von Jakobsburg. An der Nordostseite führt der Alte Seebach den Abfluss jenseits der hier wie auch im gesamten westlichen Teil kaum merklichen Wasserscheide über den Tümpfelbach zur Jagst unterhalb.
Die geologischen Schichten im Einzugsgebiet sind im oberen, südöstlichen Einzugsgebiet der Gipskeuper (Grabfeld-Formation), abwärts dann der darunter lagernde Lettenkeuper (Erfurt-Formation) und schließlich im Nahbereich der hier sehr gefällearm fließenden Jagst deren begleitender Auensedimentstreifen. Das feuchte Quellgebiet am Fuß des Lerchenbergs um die Bundesstraße und das Gewann Erlensee herum ist nicht sehr profilreich, wirkt aber doch kleinräumig unruhig. Ursache dafür könnte ungleiche Auslaugung des Gipskeupers im Untergrund sein, aber auch die Anlage von Weihern in früherer Zeit, von denen jedoch kein Dammrest im Gelände erkennbar ist.
Das fast ganz offene, Grünland wie Äcker umfassende Gebiet liegt am Südrand des Unter-Naturraums Crailsheimer Bucht der Hohenloher und Haller Ebene zum Unter-Naturraum Crailsheimer Hardt der Frankenhöhe.  Es gehört zum Stadtgebiet von Crailsheim und ist völlig unbesiedelt.

## Schutzgebiet
Das Entwässerungsgebiet des Erlenbachs liegt im Landschaftsschutzgebiet Jagsttal mit angrenzenden Gebieten zwischen der Kreisgrenze gegen den Ostalbkreis und der Brücke der Bundesstraße 290 über die Jagst bei der Wiesmühle.

### LUBW
Amtliche Online-Gewässerkarte mit passendem Ausschnitt und den hier benutzten Layern: Lauf und Einzugsgebiet des Erlenbachs

Allgemeiner Einstieg ohne Voreinstellungen und Layer: Daten- und Kartendienst der Landesanstalt für Umwelt Baden-Württemberg (LUBW) (Hinweise)
1. 1 2  Höhe nach dem Höhenlinienbild auf dem Hintergrundlayer Topographische Karte.
2. ↑  Länge nach dem Layer Gewässernetz (AWGN).
3. ↑  Einzugsgebiet abgemessen auf dem Hintergrundlayer Topographische Karte.
4. ↑  Schutzgebiet nach dem einschlägigen Layer.

### Andere Belege
1. ↑  Geologie grob nach: Mapserver des Landesamtes für Geologie, Rohstoffe und Bergbau (LGRB) (Hinweise)
2. ↑  Wolf-Dieter Sick: Geographische Landesaufnahme: Die naturräumlichen Einheiten auf Blatt 162 Rothenburg o. d. Tauber. Bundesanstalt für Landeskunde, Bad Godesberg 1962. → Online-Karte (PDF; 4,7 MB)